# Melitaea yugakuana
Melitaea yugakuana är en fjärilsart som beskrevs av Matsumura 1927. Melitaea yugakuana ingår i släktet Melitaea och familjen praktfjärilar. Inga underarter finns listade i Catalogue of Life.